# Kabinett Kohl I
Das Kabinett Kohl I war das 13. Regierungskabinett der Bundesrepublik Deutschland und war die erste und bisher einzige Bundesregierung, die durch ein konstruktives Misstrauensvotum, nämlich gegen die Vorgängerregierung unter Bundeskanzler Helmut Schmidt, ins Amt gelangte.
Mittels einer Vertrauensfrage, die Helmut Kohl veranlasste und verlor sowie der Auflösung des 9. Deutschen Bundestages durch Bundespräsident Karl Carstens endete die Regierung mit dem Zusammentreten des 10. Deutschen Bundestages 1983.

## Abstimmung im Bundestag
| Wahlgang                              | Kandidat        | Kandidat          | Stimmen    | Stimmenzahl | Anteil | Koalitionspartei(en) | Koalitionspartei(en) | Koalitionspartei(en) | Koalitionspartei(en) |
| ------------------------------------- | --------------- | ----------------- | ---------- | ----------- | ------ | -------------------- | -------------------- | -------------------- | -------------------- |
| Konstruktives Misstrauensvotum        |                 | Helmut Kohl (CDU) | Ja-Stimmen | 256         | 51,5 % |                      |                      |                      | CDU/CSU, FDP         |
| Konstruktives Misstrauensvotum        | Nein-Stimmen    | Helmut Kohl (CDU) | 235        | 47,3 %      |        |                      |                      |                      | CDU/CSU, FDP         |
| Konstruktives Misstrauensvotum        | Enthaltungen    | Helmut Kohl (CDU) | 4          | 0,8 %       |        |                      |                      |                      | CDU/CSU, FDP         |
| Konstruktives Misstrauensvotum        | Ungültig        | Helmut Kohl (CDU) | 0          | 0,0 %       |        |                      |                      |                      | CDU/CSU, FDP         |
| Konstruktives Misstrauensvotum        | nicht abgegeben | Helmut Kohl (CDU) | 2          | 0,4 %       |        |                      |                      |                      | CDU/CSU, FDP         |
| Helmut Kohl zum Bundeskanzler gewählt |                 |                   |            |             |        |                      |                      |                      |                      |

| Wahlgang                                            | Kandidat        | Kandidat          | Stimmen    | Stimmenzahl | Anteil | Koalitionspartei(en) | Koalitionspartei(en) | Koalitionspartei(en) | Koalitionspartei(en) |
| --------------------------------------------------- | --------------- | ----------------- | ---------- | ----------- | ------ | -------------------- | -------------------- | -------------------- | -------------------- |
| Vertrauensfrage                                     |                 | Helmut Kohl (CDU) | Ja-Stimmen | 8           | 1,6 %  |                      |                      |                      | CDU/CSU, FDP         |
| Vertrauensfrage                                     | Nein-Stimmen    | Helmut Kohl (CDU) | 218        | 43,9 %      |        |                      |                      |                      | CDU/CSU, FDP         |
| Vertrauensfrage                                     | Enthaltungen    | Helmut Kohl (CDU) | 248        | 49,9 %      |        |                      |                      |                      | CDU/CSU, FDP         |
| Vertrauensfrage                                     | Ungültig        | Helmut Kohl (CDU) | 0          | 0,0 %       |        |                      |                      |                      | CDU/CSU, FDP         |
| Vertrauensfrage                                     | nicht abgegeben | Helmut Kohl (CDU) | 23         | 4,6 %       |        |                      |                      |                      | CDU/CSU, FDP         |
| Helmut Kohl wurde nicht das Vertrauen ausgesprochen |                 |                   |            |             |        |                      |                      |                      |                      |

## Kabinett
| Amt oder Ressort                              | Bild                            | Name                                 | Partei | Partei                                                | Parlamentarische Staatssekretäre bzw. Staatsminister                               | Partei | Partei |
| --------------------------------------------- | ------------------------------- | ------------------------------------ | ------ | ----------------------------------------------------- | ---------------------------------------------------------------------------------- | ------ | ------ |
| Bundeskanzler                                 |                                 | Helmut Kohl (1930–2017)              |        | CDU                                                   | Philipp Jenninger (1932–2018) Friedrich Vogel (1929–2005) Peter Lorenz (1922–1987) |        | CDU    |
| Stellvertreter des Bundeskanzlers Auswärtiges |                                 | Hans-Dietrich Genscher (1927–2016)   |        | FDP                                                   | Alois Mertes (1921–1985)                                                           | CDU    |        |
| Stellvertreter des Bundeskanzlers Auswärtiges | Jürgen Möllemann (1945–2003)    | Hans-Dietrich Genscher (1927–2016)   |        | FDP                                                   | FDP                                                                                |        |        |
| Inneres                                       |                                 | Friedrich Zimmermann (1925–2012)     |        | CSU                                                   | Carl-Dieter Spranger (* 1939)                                                      |        | CSU    |
| Inneres                                       | Horst Waffenschmidt (1933–2002) | Friedrich Zimmermann (1925–2012)     |        | CSU                                                   | CDU                                                                                |        |        |
| Justiz                                        |                                 | Hans A. Engelhard (1934–2008)        |        | FDP                                                   | Hans Hugo Klein (* 1936)                                                           | CDU    |        |
| Finanzen                                      |                                 | Gerhard Stoltenberg (1928–2001)      |        | CDU                                                   | Hansjörg Häfele (1932–2025)                                                        | CDU    |        |
| Finanzen                                      | Friedrich Voss (1931–2012)      | Gerhard Stoltenberg (1928–2001)      |        | CDU                                                   | CSU                                                                                |        |        |
| Wirtschaft                                    |                                 | Otto Graf Lambsdorff (1926–2009)     |        | FDP                                                   | Martin Grüner (1929–2018)                                                          |        | FDP    |
| Ernährung, Landwirtschaft und Forsten         |                                 | Josef Ertl (1925–2000)               | FDP    | Georg Gallus (1927–2021)                              | FDP                                                                                |        |        |
| Innerdeutsche Beziehungen                     |                                 | Rainer Barzel (1924–2006)            |        | CDU                                                   | Ottfried Hennig (1937–1999)                                                        |        | CDU    |
| Arbeit und Sozialordnung                      |                                 | Norbert Blüm (1935–2020)             | CDU    | Wolfgang Vogt (1929–2006) Heinrich Franke (1928–2004) | CDU                                                                                |        |        |
| Verteidigung                                  |                                 | Manfred Wörner (1934–1994)           | CDU    | Peter Kurt Würzbach (* 1937)                          | CDU                                                                                |        |        |
| Verteidigung                                  | Kurt Jung (1925–1989)           | Manfred Wörner (1934–1994)           | CDU    |                                                       | FDP                                                                                |        |        |
| Jugend, Familie und Gesundheit                |                                 | Heiner Geißler (1930–2017)           | CDU    | Irmgard Karwatzki (1940–2007)                         |                                                                                    | CDU    |        |
| Verkehr                                       |                                 | Werner Dollinger (1918–2008)         |        | CSU                                                   | Dieter Schulte (* 1941)                                                            | CDU    |        |
| Post- und Fernmeldewesen                      |                                 | Christian Schwarz-Schilling (* 1930) |        | CDU                                                   | Wilhelm Rawe (1929–2017)                                                           | CDU    |        |
| Raumordnung, Bauwesen und Städtebau           |                                 | Oscar Schneider (1927–2024)          |        | CSU                                                   | Friedrich-Adolf Jahn (1935–2016)                                                   | CDU    |        |
| Forschung und Technologie                     |                                 | Heinz Riesenhuber (* 1935)           |        | CDU                                                   | Albert Probst (1931–2015)                                                          |        | CSU    |
| Bildung und Wissenschaft                      |                                 | Dorothee Wilms (* 1929)              | CDU    | Anton Pfeifer (* 1937)                                |                                                                                    | CDU    |        |
| Wirtschaftliche Zusammenarbeit                |                                 | Jürgen Warnke (1932–2013)            |        | CSU                                                   | Volkmar Köhler (1930–2012)                                                         | CDU    |        |

## Politische Maßnahmen

### Wirtschafts- und Sozialpolitik
Mit dem Beginn der Regierung Kohl 1982 gab es eine Abkehr von vorheriger Nachfragepolitik hin zur Angebotspolitik. Kohl plädierte für eine Beschränkung des Staates auf wenige Kernaufgaben und lehnte Beschäftigungsprogramme ab. Die Regierung führte bereits zum 1. Januar 1983 Einsparungen beim Kindergeld sowie bei der Renten- und Arbeitslosenversicherung ein. Später wurden die Belastungen für Unternehmen gesenkt in der Hoffnung, dadurch deren Investitionsbereitschaft zu erhöhen. Die Unternehmensgewinne stiegen zwar, doch die Investitionsneigung blieb niedrig.
Im Überblick erfolgten folgende Maßnahmen:
- Kürzung der Zuschüsse für die Bundesanstalt für Arbeit um 1,3 Milliarden Deutsche Mark
- Wiedereinführung des Krankenversicherungsbeitrages für Rentner
- Erhöhung der Zuzahlungen von gesetzlich versicherten Patienten für Medikamente und Krankenhausaufenthalte[4]
- Kürzungen beim Mutterschafts- und Wohngeld[5]
- Abschaffung des Schüler-Bafög[5]
- Einführung einer für 1983/84 befristeten unverzinslichen, rückzahlbaren Investitionshilfeabgabe („Zwangsabgabe“) von 5 Prozent der Steuerschuld für Besserverdienende; wird 1984 für verfassungswidrig erklärt
- Senkung steuerlicher Belastungen von Unternehmen

### Wehrdienst
- Die mündliche Gewissensprüfung für Wehrdienstverweigerer wird abgeschafft.
- Verlängerung der Zivildienstpflicht von 16 auf 20 Monate

### Umweltpolitik
- Beschluss zur Reduzierung von Schadstoffen aus Kraftwerken

## Fußnote
1. ↑  Weder Parlamentarische Staatssekretäre noch Staatsminister sind nach Art. 62 GG Teil der Bundesregierung.